# Fomes fomentarius
Fomes fomentarius é uma espécie de fungo do gênero Fomes, conhecida popularmente pelos nomes de casco de cavalo e fungo pavio. Ele pode ser encontrado na América do Norte e Europa, normalmente na bétula, mas também na faia. 
Embora não comestível, tem utilização específica na iluminação de fogo, uma vez que o tecido dos basidiocarpos podem queimar durante várias horas. Esta possibilidade foi explorada por antigos povos nômades para o transporte do fogo.

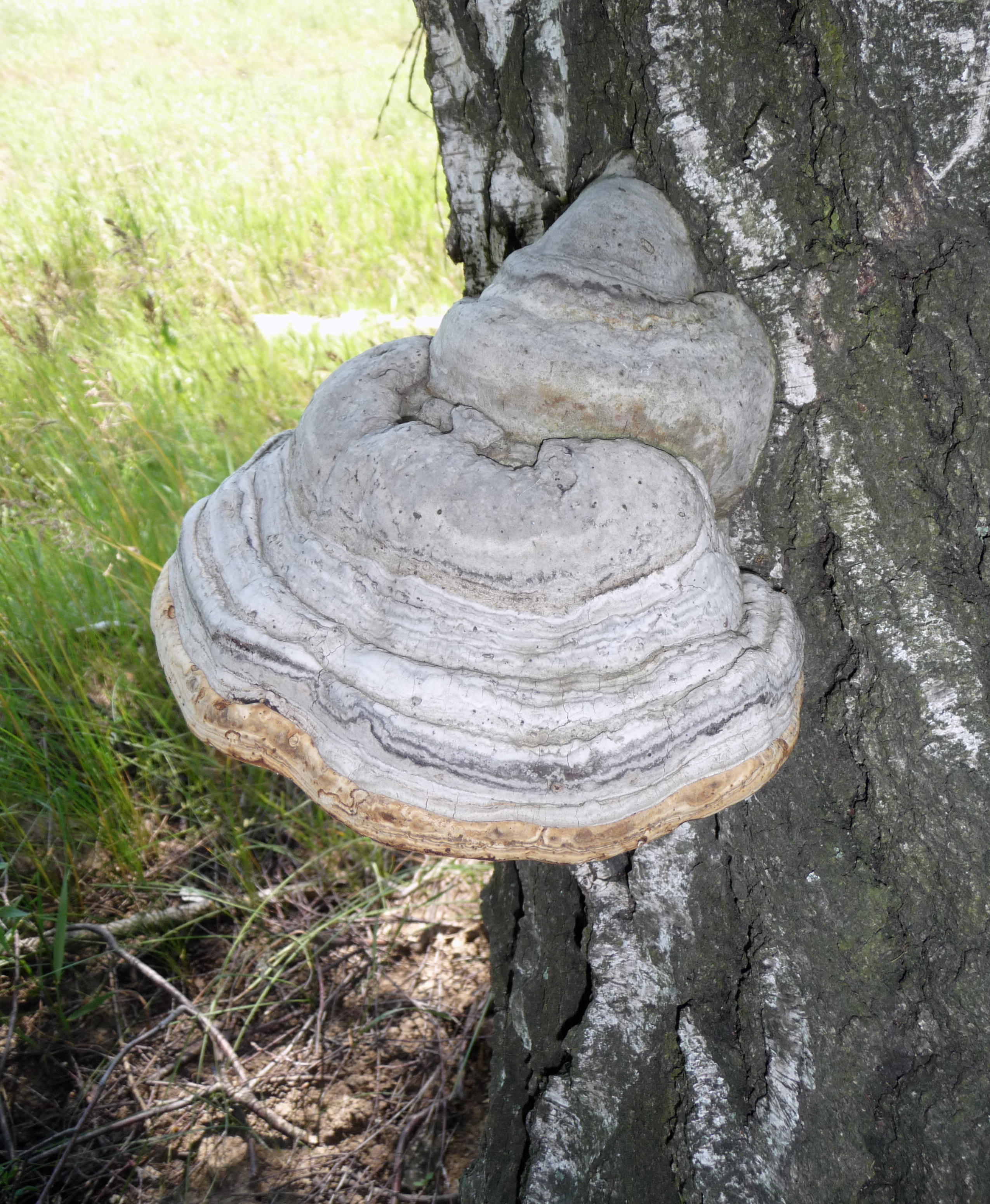
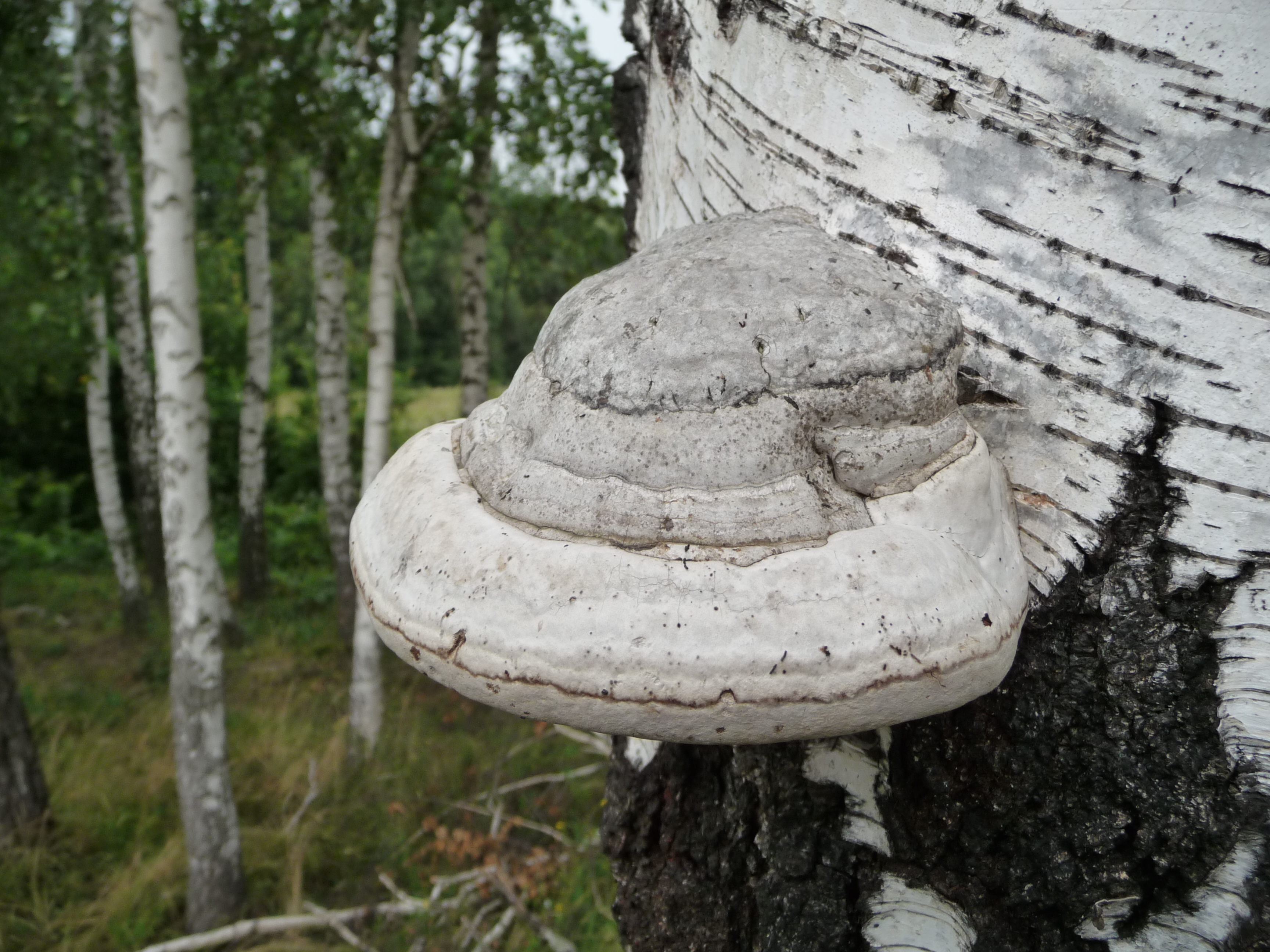
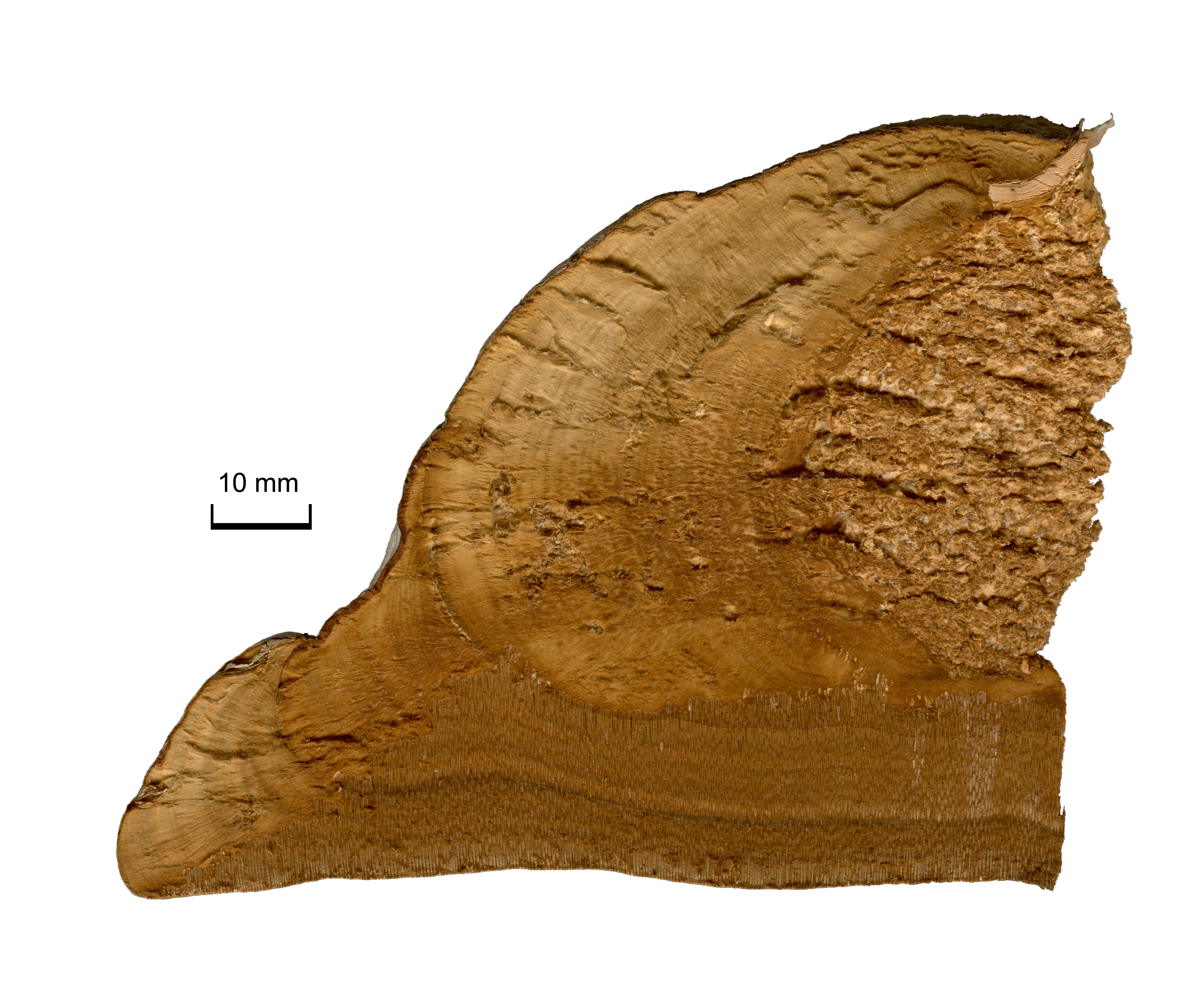
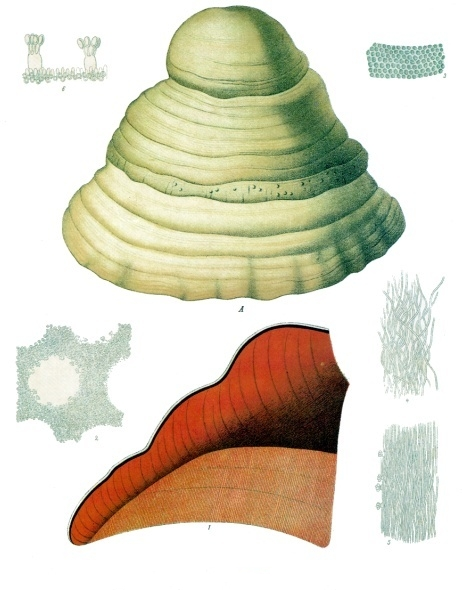